# Club Gimnasia y Esgrima de Comodoro Rivadavia
Maillots
Le Club Gimnasia y Esgrima de Comodoro Rivadavia sont un club argentin de basket-ball évoluant en Liga Nacional de Básquetbol, soit le plus haut niveau du championnat argentin. Le club est basé dans la ville de Comodoro Rivadavia.

## Palmarès
- Champion d'Argentine : 2006

## Entraîneurs
- 1998-2001 :  Fernando Duró
- 2005-2008 :  Fernando Duró